# Ramberti

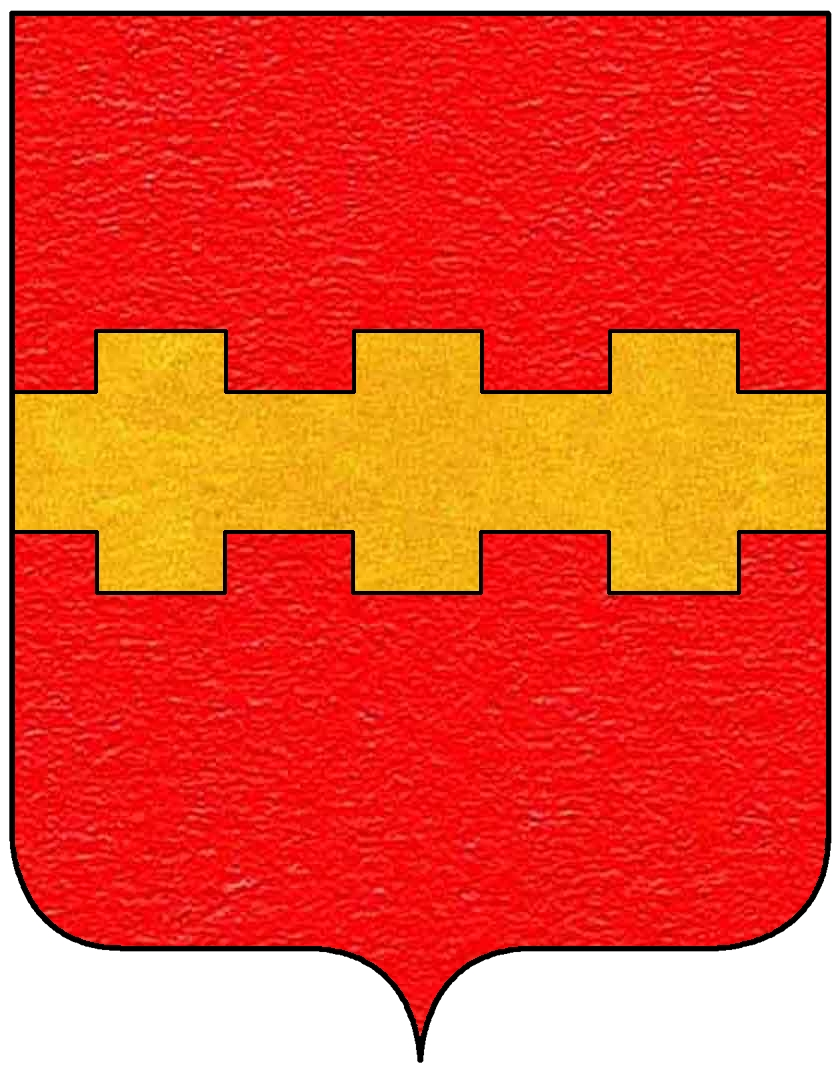
Stemma dei Ramberti

Ramberti era una nobile famiglia ghibellina di Ferrara, già presente in città nel XIII secolo, che partecipò alle vicende politiche più importanti tra il Duecento ed il Trecento. Fondatore della famiglia fu Rambertus comes Ferrariae nel 973.
Spesso esiliati, si divisero un diversi rami, tra i quali Ravenna e Mantova.

## Personaggi illustri
- Ugo Ramberti (XIII secolo), condottiero al servizio di Federico II di Svevia;
- Ramberto Ramberti (?-1312), condottiero e podestà di Modena per conto dei Bonacolsi di Mantova e morto a Mantova. Era padre di Richilda;
- Tommaso Ramberti (XIV secolo), condottiero;
- Richilda Ramberti (1269-1319), sposò in prime nozze Luigi I Gonzaga, primo capitano del popolo di Mantova e capostipite della famiglia Gonzaga;
- Ugo Ramberti, condottiero al servizio dei Torelli.

## Arma
Di rosso alla fascia doppio merlata d'oro.